# Inagaki Hiroyuki
Hiroyuki Inagaki (sinh ngày 24 tháng 4 năm 1970) là một cầu thủ bóng đá người Nhật Bản.

## Sự nghiệp câu lạc bộ
Hiroyuki Inagaki đã từng chơi cho Cerezo Osaka và Yokohama FC.